# Priacanthus fitchi
Priacanthus fitchi — вид лучепёрых рыб семейства каталуфовых.
Максимальная длина тела 18,5 см. Жёстких лучей в спинном плавнике 10, мягких 13. В анальном плавнике 3 жёстких луча и 13-14 мягких. Тело овальное; спинной плавник сплошной; глаза очень большие; рот большой и косой, нижняя челюсть выступает вверх. Голова и тело серебристо-красные или розовые; радужная оболочка глаз красная. Плавники кремово-розовые; последние 4-5 мягких лучей спинного и анального плавников отчетливо белые. Этот вид напоминает Priacanthus macracanthus длинным и узким предкрышечным шипом, но имеет меньшую высоту тела, более узкий хвостовой стебель и более бедные желтоватые пятна на спинном, анальном и брюшном плавниках.
Распространены в западной части Тихого океана: от юга Японии до северо-запада Австралии; и в восточной части Индийского океана. Придонные рыбы, обитающие в открытом океане на глубине от 150 до 400 м. Безвредны для человека, охранный статус вида не оценивался. Промыслового значения не имеют.